# Albano Reis
Albano Antônio Reis (Rio de Janeiro, 24 de março de 1944 – Itaguaí, 18 de dezembro de 2004) foi um político brasileiro.
Era conhecido como Papai Noel de Quintino, devido ao costume de se fantasiar de Papai Noel todos os anos. Foi deputado estadual de 1987 a 2004. Foi candidato a prefeito da cidade do Rio de Janeiro em 1992 pelo PRN e de Itaguaí em 2004 pelo PMDB. Ficou conhecido também pelo slogan "Albano Reis: Não prometeu, fez".
Morreu em um acidente automobilístico na Rodovia Rio–Santos, em frente ao seu parque temático: o Park Albanoel. O acidente ficou sem esclarecimentos por algum tempo sendo cogitada até a hipótese de assassinato por inimigos, até vir a público que foi causado por um polonês naturalizado brasileiro que, desesperado com o que aconteceu, chegou a queimar o carro que causou o atropelamento na esperança de não ser encontrado.